# Sjögren-Larsson-Syndrom
Das Sjögren-Larsson-Syndrom (SLS) ist eine Form der mentalen Retardierung in Kombination mit einer fortschreitenden spastischen Paraplegie und Ichthyose, die endemisch fast ausschließlich in Schweden auftritt. Die seltene Erbkrankheit wurde erstmals 1957 von Torsten Sjögren und Tage Larsson beschrieben. In Västerbotten, einer historischen schwedischen Provinz, kommen etwa ein Drittel der weltweit bekannt gewordenen Fälle vor.
Synonym wird auch der Begriff Rud-Syndrom verwendet.

## Symptome
Zum Krankheitsbild gehört eine Symptomtrias: eine angeborene generalisierte Fischschuppenflechte (Ichthyose), eine bis zur Pubertät fortschreitende spastische Lähmung beider Beine (Paraspastik) oder von Armen und Beinen (Tetraspastik) und ein mäßiger bis schwerer geistiger Entwicklungsrückstand. Praktisch bei allen Patienten finden sich ab dem zweiten Lebensjahr auch charakteristische glitzernde Einlagerungen (glistening dots) in der zentralen Netzhaut der Augen. Diese können von Pseudozysten in der Netzhautmitte (Makula) begleitet sein. Die charakteristischen Netzhautveränderungen sind als richtungsweisend (pathognomonisch) für die Erkrankung anzusehen. Die Lebenserwartung beträgt etwa 30 bis 40 Jahre, gelegentlich mehr.

## Ursache
Auslöser des Syndroms ist ein Gendefekt der Fettaldehydhydrogenase (FALDH) auf dem kurzen Arm des autosomalen Chromosoms 17, das rezessiv vererbt wird: Sowohl der Vater als auch die Mutter müssen dem Kind das Chromosom mit dem dementsprechenden Defekt vererben. Das bedeutet nicht, dass auch die Eltern an der Krankheit leiden müssen. Sind beide heterozygot, so liegt die Wahrscheinlichkeit für eine Rekombination der defekten Allele und damit den Ausbruch der Krankheit beim Kind bei etwa 25 %.
Der für die FALDH zuständige Teil des Fettalkohol-NAD+-Oxidoreduktase-(FAO)-Enzymkomplexes ist in seiner Funktion beeinträchtigt, dies führt zu einer Erhöhung der Fettalkohole und Fettaldehyde im Blutplasma.

## Therapie
Eine kurative Therapie ist noch nicht möglich, es kommen also nur pflegerische und symptomatische Maßnahmen in Frage.